# 恩克巴雅爾 (內蒙古人民革命黨)
恩克巴雅尔（1902年8月—1928年7月），蒙古族，乌兰察布盟西公旗阿拉塔庆苏木（今内蒙古自治区巴彦淖尔市乌拉特前旗白彦花镇）人，内蒙古人民革命党中央执行委员。

## 生平
1902年8月，恩克巴雅尔生于乌拉特前旗（俗称西公旗）阿拉塔庆苏木的一个贫苦牧民家庭。13岁时，恩克巴雅尔考取乌拉特西公旗衙门见习文书。1919年初，恩克巴雅尔随旗扎萨克赴北京蒙藏院任职。在蒙藏院任职期间，恩克巴雅尔受到俄国十月革命及中国早期马克思主义者影响。1920年秋、1924年冬，恩克巴雅尔先后两次赴外蒙古及苏联学习考察。1921年归国后，恩克巴雅尔在乌拉特草原创建“红党”，这是一个宣传革命思想的群众团体，恩克巴雅尔由此成为内蒙古西部首位宣传马列主义的先驱。1925年，内蒙古人民革命党成立后，恩克巴雅尔率“红党”加入内蒙古人民革命党，当选为内蒙古人民革命党中央执行委员。1926年秋，恩克巴雅尔参与创建内蒙古人民革命军，并亲自领导内蒙古人民革命军。
1927年，蒋介石发动四一二政变后，蒙旗上层人士投靠蒋介石，并多次围攻内蒙古人民革命军。恩克巴雅尔为保存力量，于1928年7月率部向蒙古人民共和国转移，途中遭到阻击，抵达乌拉特中旗恩格尔庙休息时，遭到中旗保安团包围，恩克巴雅尔中弹阵亡，享年27岁。
中华人民共和国成立后，恩克巴雅尔被追认为革命烈士。